# Далтон, Говард
Говард Далтон (1944—2008) — британский биохимик и микробиолог.

## Биография
Говард Далтон родился в Нью-Малдене, графство Суррей, 8 февраля 1944 года; сын Лесли Альфреда Далтон, водителя грузовика, и Флоренс Гертруды Далтон (урожденная Эванс). Окончил среднюю школу Рейнс парк.
Окончил университет Сассекса, получив докторскую степень за защиту работы в лаборатории фиксации азота.
После защиты докторской диссертации уехал на короткий период в США, чтобы построить свою научную карьеру в Университетеи Уорвика.
Он посвятил свою жизнь изучению процесса окисления метана бактериями, использующие этот относительно инертный газ в качестве их единственного источника углерода и энергии. Говард обнаружил два совершенно новых многокомпонентных фермента монооксигеназы, ответственных за первоначальное окисление метана до метанола. Затем продолжил изучать их функции, механизмы, регуляцию и структуры. Большая специфичность их субстрата обусловила его интерес к использованию этих и связанных с ними ферментов для биокатализа, биологических преобразований и биоремедиации.
Работая в Университете Уорвика, он также был главным научным советником правительства Великобритании в Министерстве окружающей среды и по делам сельского хозяйства (Дефра).
Он также был активистом протестного движения по борьбе против Вьетнамской войны.
Понимая, что ЭПР-спектроскопические методы будут иметь большое значение в изучении металлопротеинов, Говард вернулся в университет Сассекса в 1970 году, чтобы работать с доктором Бобом Брейом на кафедре химии над двумя молибденсодержащих ферментами, нитратом редуктазы из Грибов Aspergillus nidulans и ксантин дегидрогеназы из Veillonella alcalescens. Он использовал ЭПР для изучения химической среды их молибденовых кофакторов, а также их флавины и центры железо-сера, обеспечивая понимание механизма действия энзима и разделение электронов между кофакторами в ферменте.
В октябре 1971 года Говард женился на Кире Ростиславовне де Армитт Рождественской, дочери Ростислава Сергеевича Рождественского, профессора колледжа.
В начале 1970-х Дерек Берк открыл отделение биологических наук в Университете Уорвика и назначил Роджера Уиттенбери главой кафедры, чтобы он стал там основоположником микробиологии в 1972 году. Год спустя Говард был назначен лектором на кафедру для увеличения своих знаний в микробной биохимии и физиологии в 1973 году, а затем они с женой Кирой переехали в деревню Рэдфорд Семеле, недалеко от Лимингтона Спа. Это привело к его долгому и очень успешному пребыванию в должности в Университете Уорвика, в течение которого его исследования принесли ему заслуженную международную репутацию, дали множество успешных публикаций в научной карьере, создав более 200 статей, и даже открытию целых новых областей исследования в микробиологии одноуглеродных соединений (C1).
На протяжении 1980-х и 1990-х годов Говард постепенно создавал и возглавлял исследовательскую группу по микробиологии на кафедре биологических наук в Уорвике, пока она не стала одной из крупнейших в своем роде в Великобритании, охватывающей междисциплинарные исследования в области микробиологии, часто с прикладным уклоном. После выхода на пенсию Роджера Уиттенбери, Говард стал председателем кафедры биологических наук в 1999 году и был эффективным и популярным лидером там, пока не был откомандирован в Дефру в 2002 году.
С марта 2002 года по сентябрь 2007 года Говард работал главным научным советником в Дефра. Он был первым главным научным советником департамента, назначенным сэром Дэвидом Кингом ФРС, который в то время был главным научным советником премьер-министра. В течение следующих пяти лет Говард улучшил использование Дефрой науки, стремясь научить её сотрудников строгому принятию решений на основе обоснованных научных данных. Говард возглавил научную консультативную группу, создав план чрезвычайных действий Великобритании по борьбе с вирусом птичьего гриппа, и сыграл важную роль в поднятии проблемы изменения климата как серьёзной угрозы, проводя лекции по этой и другим темам, таким как биотопливо и генетически модифицированные культуры на многих национальных и международных совещаниях.
Большой страстью был большой теннис, и он был членом Leamington Real Tennis Club, где он имел первенство во многих турнирах. Именно на одном из них, играя в товарищеском парном турнире, он неожиданно упал в обморок и умер. Это произошло 12 января 2008 года.

## Научные исследования

### Исследования в области фиксации азота
Исследовательская карьера Говарда началась с работы над докторской диссертацией в университете Сассекса под руководством профессора Джоном Постгейтом (член Королевского общества с 1977) на дуговой установке фиксации азота. Он изучал фиксацию азота в аэробной почвенной азотобактерии. Эта докторская диссертация была защищена в 1968 году. При бактериальной азотфиксации, атмосферный азот восстанавливается до аммиака в реакции, катализируемой комплексом нитрогеназы, который состоит из двух белков, содержащих такие металлы как железо и молибден. Высокая чувствительность этого фермента к кислороду легла в основу главного вопроса докторской диссертации Далтона: как кислородчувствительная нитрогеназа действует в бактериях в высоко аэробной окружающей среде? Его обширное, творческое исследование отчетливо показало, что эта проблема может быть объяснена с помощью двух механизмов: во-первых, дыхательная защита, при которой дыхание использовалось для того, чтобы продувать кислород вниз к безопасным уровням, и во-вторых, конформационное предохранение, в котором изменения конформации фермента защищают чувствительные к кислороду участки.
В 1968 г. Далтон на два года переехал в США для сотрудничества с профессором Лэн Мортэнсен в Университете Пердью, Индиана, для изучения биохимии нитрогеназы в анаэробной бактерии Clostridium. Эта работа расширила его познания в очистке белков, спектрофотометрическом анализе и спектроскопии электронного парамагнитного резонанса (ЭПР) ферментов металлов в сложных многопротеиновых системах. Эти исследования способствовали развитию его последующей работы по окислению метана.

### Исследования в области окисления метана
Метилотрофы — это микробы, способные расти на восстановленных углеродных соединениях, содержащих один или несколько атомов углерода, но не содержащих углерод-углеродных связей; примерами таких веществ являются метан, метанол, метиламин и триметиламин. Конечным продуктом всей анаэробной микробной деградации органического материала является метан. Часть его достигает атмосферы, где он является мощным парниковым газом. Метанотрофы представляют собой основную группу метилотрофов, способных использовать метан и, следовательно, играют важную роль в углеродном цикле, уменьшая количество метана, высвобождаемого в атмосферу. Они приобрели важное значение, поскольку могут использоваться в процессах биотрансформации и биоремедиации. Метанотрофы разделяют на тип I и тип II. Первоначально это разделение было основано на их внутренних мембранных системах, но типы метанотрофов также различаются по их способам ассимиляции углерода, генетическим системам, филогении и т. д.
Говард собрал большую исследовательскую группу в университете Уорвика и руководил работой, посвященной чрезвычайно сложному процессу, при котором метан окисляется до метанола при воздействии мителотрофов. Это первый необходимый шаг для последующего производства энергии и ассимиляции углерода в новых клетках. Вся энергия, используемая для роста метанотрофов, образуется при окислении метана до углекислого газа:
CH4 → CH3OH → HCHO → HCOOH → CO2.
В 1973 году первый этап этого процесса практически не был изучен. Далтон решил начать его изучение, используя данные, полученные при работе над многокомпонентными металлосодержащими ферментными системами, которые он получил во время своего исследования нитрогеназы и связанных с ней ферментами. Он успешно достиг своей цели вместе со студентами-исследователями и профессорами, в первую очередь Джоном Колби и Дэвидом Стерлингом. Совместная работа многих лабораторий с использованием различных метанотрофов привела к общему выводу: первая стадия окисления метана катализируется смешанной системой монооксигеназы. Теперь это называется метанмонооксигеназой (MMO); именно она гидроксилирует метан в метанол с использованием молекулярного кислорода и восстановителя (AH2):
CH4 + AH2 + O2 → CH3OH + H2O + A.
Предполагалось, что восстановитель является обычным метаболическим восстановителем, NADH или NADPH, но в более ранних исследованиях существовала значительная путаница и разногласия этих результатов, что часто было связано с использованием различных бактерий, мембранных препаратов и ферментных анализов. Явные системы анализа включили бы спектрофотометрическое измерение исчезновения NADH, или метан-зависимого и NADH-зависимого от потребления кислорода. Однако в большинстве бесклеточных препаратов используются мембранные фракции, содержащие NADH-оксидазу, которая также потребляет NADH и кислород, и продукт метанола также может быть дополнительно метаболизирован.
Существенным первым шагом Далтона в решении проблемы была разработка надежных, однозначных систем анализа; Созданные им системы используются до сих пор. В них не используется очевидный субстрат (метан), но в основе лежит использование альтернативных алканов, окисление которых ММО зависело от его исключительно широкой субстратной специфичности. Эти методы включают окисление бромметана, исчезновение которого возможно измерить с помощью газово-жидкостной хроматографии (ГЖХ), и окисление этилена или пропилена, продукты эпоксидной смолы также измеряются методом ГЖХ.

### Открытие монооксигеназы метана
Применение этих методов привело к окончательному описание ММО, используя фермент, очищенный от растворимых экстрактов метанотрофов типа I Methylococcus capsulatus штамма Бата. Первоначально он был выделен Роджером Уиттенбери из горячих источников римских бань в Бате. Впоследствии эта растворимая MMO (sMMO) присутствовала в нескольких метанотрофах. Как показало исследовани, она катализирует гидроксилирование метана в метанол, с NAD(P)H в качестве восстановителя. Состоит она из трех компонентов и, как и нитрогеназа, содержит ионы металлов. Разложение этого фермента на входящие в его состав белки было значительным достижением, поскольку только один из компонентов мог быть проанализирован независимо от двух других. Этот компонент С теперь известен как редуктаза, флавопротеин, содержащий FAD, и центр сульфида железа, который содержится в ферредоксине шпината и путидаредоксине. Компонент А представляет собой гидроксилазу и содержит негемоглобинное железо. Компонент B, связывающий белок, представляет собой небольшой бесцветный белок.
Компонент C переносит электроны от донора NADH к гидроксилазе, которая катализирует метановый субстрат с использованием молекулярного кислорода. Примерно в это же время Джон Хиггс и его коллеги смогли сделать работу по частичной очистке трехкомпонентной ММО из мембран метанотрофа II типа, methylosinus trichosporium. Донором электронов в необработанных препаратах был NADH, но в очищенных препаратах необходимо было использовать аскорбат или цитохром компонента С. Полученный фермент относительно нестабилен, вследствие чего некоторые результаты не всегда легко воспроизвести. Таким образом казалось, что могут существовать два разных типа MMO или что в обоих типах метанотрофа может быть одна мембранная MMO с условием, что она может быть легче высвобождена из ее связи с мембранами для получения sMMO.
Эта путанность в конечном итоге была решена группой Далтона в исследовании, использующем выращивание штамма бактерий. Было показано, что существуют два совершенно различных ферментов в Methylococcus capsulatus в sMMO, а также мембранная (или частичная) ММО (pMMO). Вид выработанного фермента зависит от наличия меди: pMMO образуется, когда соотношение медь: биомасса высокое, тогда как sMMO — когда соотношение медь: биомасса низкое. В группе культур бактерий могут производиться оба ММО, так как соотношение медь: биомасса не может быть такой же контролируемой или определенной (изучение роли меди в метанотрофах.).
Впоследствии группа Далтона разработала воспроизводимые методы солюбилизации и очистки и показала, что связанный с мембраной фермент pMMO также имеет три компонента, а также что два типа MMO присутствуют в других метанотрофах независимо от типа мембраны. Некоторые метанотрофы синтезируют только один тип ММО, и в этом случае чаще всего образуется мембранный фермент. Примечательно, что два семейства MMO не имеют обнаруживаемого сходства в аминокислотной последовательности или трехмерной структуре.
Отличительной особенностью ММО, возможно, связанной с их нормальным небольшим нефункционализированным метановым субстратом, является их чрезвычайно широкая субстратная специфичность. Так sMMO имеет более широкий диапазон субстратов, чем pMMO. Субстраты для sММО включают Н-алканы, Н-алкены, хлорметан, бромметан, трихлорметан, нитрометан, метанол, окись углерода, диметиловый эфир, бензол, стирол и пиридин. Этот фермент способен окислять аммиак, структура которого явно аналогична структуре метана.
Когда используются целые клетки, в дополнение к потенциальному субстрату также должен быть предусмотрен восстановитель (например, метанол или формиат). В некоторых случаях окисление потенциального субстрата называется соокислением.
Дальтон показал, что, поскольку метанотрофы могут совместно окислять ряд углеводородов и хлорированных загрязнителей, они представляют биотехнологический интерес, далеко выходящий за рамки их способности к окислению метана до метанола. Важными примерами являются промышленное производство метанола из метана, совместное окисление пропена до эпоксипропана, биоремедиация хлорированных углеводородов и получение ценных рекомбинантных белков с использованием метана в качестве исходного материала.
Интерес Говарда к биотрансформациям и полученные знания в данной области помогли ему стать консультантом компании Нью-Джерси Celanese, а затем присоединиться к научно-консультативному совету для спин-биотехнологической компании Celgene, где он продолжил изучать химические и промышленные аспекты микробиологии.

### Исследования в области окислительных ферментов для использования в дальнейшего использования в биотрансформации
Широкая субстратная специфичность метановых монооксигеназ позволила использовать их в качестве катализаторов сложных химических реакций, которые могли бы привести к получению полезных материалов. Хотя более ранняя работа Говарда Далтона в Уорвике была в значительной степени основана на монооксигеназах метана, после 1986 года он больше занимался изучением других типов оксидоредуктаз. Его главным коллегой по этим исследованиям стал Дерек Бойд из Королевского университета Белфаста. Их плодотворное сотрудничество в области химической микробиологии длилось 20 лет. При этом их работы получили совместные награды от британских исследовательских Советов, программ Европейского Союза, а также промышленности, которые финансировали все проекты по химическому каталитическому синтезу в Уорвике и Белфасте.
Говард Далтон совместно с Дереком Бойдом опубликовали 42 совместные публикации и создали 3 патента.
В начале своего сотрудничества в 1986 год они приняли решение, что, поскольку спрос на хиральных синтоны возрастает как в академической, так и в промышленной сфере, важные цели их исследований должны включать в себя:
1. Разработку надежных методов распределения структуры и стереохимии метаболитов,
2. Открытие новых типов метаболитов цис- и трансдигидродиола,
3. Исследование потенциально конкурирующих реакций, катализируемых толуолдиоксигеназой,
4. Оценка новых применений хиральных метаболитов в химическом синтезе, включая хиральные лиганды.

Большинство биотрансформаций были проведены и проанализированы в университете Уорвика, после чего их транспортировали в университет Белфаста для химического анализа.
Дальнейшие исследования Говарда метановой монооксигеназы развивались в сотрудничестве с другими учеными.
После очистки и проведенной характеристики двух основных типов монооксигеназы метана, основной проблемой являлась молекулярная биология их синтеза и регуляции. Этот аспект был рассмотрен и разработан в отделе Говарда Колином Мюрреллом. Другая важная задача заключалась в объяснении их механизмов и трехмерных структур.
Структура растворимого фермента в основном определялась группой ученого Липпарда.
В 1983 году школа биологических наук учредила степень микробиологии и микробной технологии, и Говард, вместе со своим бывшим аспирантом Колином Мюрреллом, который вернулся на кафедру в этом же году в качестве преподавателя, сыграл важную роль в разработке этого инновационного курса, одного из первых в своем роде в Великобритании. Его популярность возрастала в течение следующих 10 лет, подготавливая новое поколение микробиологов, которые были хорошо знакомы с использованием микробов (особенно метанотрофов) в области биотехнологии.
В 1980 году Родом Куэйлом и его коллегами был организован симпозиум в Шеффилде, где Говард редактировал свои научные труды. 12 лет спустя вместе со своими коллегами из департамента он отвечал за седьмой симпозиум, проведенный в Университете Уорвика. Говард сильно изменил организацию этих симпозиумы своим непосредственным научным вкладом в них.

## Общественная и политическая деятельность
Далтон занимал в университете ряд должностей, занимаясь как академическими вопросами, так и другими сферами университетской жизни. Он был руководителем более чем 100 аспирантов и докторантов. Также Говард был преподавателем, особенно популярным у бакалавров, и его остроумный стиль вдохновил многих студентов изучать микробиологию и продолжать карьеру в этой сфере после окончания университета.
Далтон спонсировал свою собственную футбольную команду деревенской молодежи.

## Почести и награды
Говард был награжден личным председательским местом в Уорвике в 1983 году.
В 1993 году Говард был избран членом Королевского общества, а в 2000 году награжден медалью и лекцией Левенгука, которая была создана для награждения выдающихся ученых в области микробиологии; его лекция была озаглавлена «естественная и неестественная история метаноокисляющих бактерий». С 2007 по 2008 год он был президентом Морской биологической ассоциации, а с 1997 по 2000 год — президентом Общества общей микробиологии. Он был назван рыцарем-бакалавром в списке отличников 2007 года за свои заслуги перед наукой.

## Память
Его коллега в департаменте Дефра Хелен Гош учредила новую награду для Дня спорта — трофей Говарда Далтона.
В 2010 году Дефра также организовала инаугурационное мероприятие для ежегодной лекции Говарда Далтона.
Также благодаря общению с высокопоставленными людьми Великобритании и Америки, Говард смог получить большие пожертвования для завершения проекта по строительству медицинского центра в Яппине; в настоящее время он носит имя клиники Говарда Далтона и поддерживается щедрыми пожертвованиями.
Кроме того, совет общества общей микробиологии решил переименовать конкурс «Молодой микробиолог года» в честь сэра Говарда, призом которого теперь является премия сэра Говарда Далтона и именная стипендия.

## Семья
Говарда был женат Кире Ростиславовне де Армитт Рождественской, дочери Ростислава Сергеевича Рождественского, профессора колледжа. В браке у них родилось двое детей: Эмбер и Джед.
После смерти мужа Кирадо сих пор живет в Уоркшире летом, проводя остальное свое время работая на африканской устричной ферме в Гамбии. Дочь Эмбер живет в Пекхаме с мужем и двумя детьми, Хаксли Ховардом и Инесом; она работает редактором журнала и ресторанным критиком, а также организует мероприятия по дегустации блюд и вин. Сын Джед живет в Эшере со своей женой и их детьми, Рози, Генри и Аджей; он управляет компанией, которая предоставляет консультации по программному обеспечению для энергетических компаний. В свободное время он также любит играть в большой теннис в Хэмптон-Корте.

## Личные качества, увлечения, хобби
Говард был хорошим ученым, практичным, уверенным в себе человеком, общительным и остроумным, вдохновляющим коллег, которые, чаще всего, высмеивали науку.
Жизнелюбивый, общительный человек, он с удовольствием приобщился к американской культуре, часто устраивая для своих коллег дружеские посиделки, например, вечеринки с Суперкубками.
В 1980-х годах был «первой знаменитостью» на собраниях сотрудников биологических наук в Уорвике на еженедельных собраниях в местных пабах.
Иногда он любил поиграть в «ночь покера» с некоторыми коллегами.
Говард интересовался японскими садах и даже создал два таких сада в университет Уорвика.
Был фанатом футбольного клуба «Тоттенхэм Хотспур» («Шпоры»). Кроме того являлся членом футбольной команды биологических наук. В 1970-х Говард отличился игрой в команде «Biohazard» в товарищеском матче со сборной Саудовской Аравии.
Он также любил деревенский крикет.
Большой страстью был настоящий теннис, и он был членом Leamington Real Tennis Club, где он имел первенство во многих турнирах.